# Примена електронског учења у образовању
Примена електронског учења, нарочито у разредној настави, буди интересовање свих учесника наставног процеса због своје способности да олакша и побољша комуникацију између наставних садржаја и ученика, као и између наставника и ученика и на релацији ученик-ученик. Садржаји који се савлађују су мултимедијално обликовани, што обезбеђује вишеструку перцепцију ученика. На тај начин се подстиче свестранији развој ученика, знања и вештине које се стичу су трајнији, применљивији, а све јер је ученик максимално самостално активан и ангажован, подстакнут сопственом тежњом и жељом за образовањем.
 (учење путем мреже) представља електронске изворе информација структуиране тако да ученици могу на једноставан начин да претраже и проуче садржаје у дигиталне формате.

## Када почети са увођењем електронског учења
Могуће је од најранијег школског узраста, од 1. разреда, почети са коришћењем електронског учења као помагала у настави. Данас постоје бројни едукативни софтвери који се веома успешно могу користити у настави 1 разреда. Међутим, циљ је померање наставе још мало у десну страну континуума и долажње до комбинованог модела наставе. Са комбинованим моделом наставе може се почети у другом полугодишту 2. разреда. Разлози су следећи: ученици су се током 1. разреда упознали са неким основним појмовима о рачунарима и њиховом коришћењу у оквиру предмета Од играчке до рачунара, ученици су већ научили да користе друго писмо-латиницу које им је потребно за коришћење рачунара.

## Могућности примене електронског учења у настави
Учење је динамичније и самосталније, ученици постају одговорнији за своје учење, али и развијају критичко мишљење.
У настави, подржаној е-учењем, наставник је: саветник – пружа информације, нпр. припремљени одговори за дискусије, планирана или насумична интернет претраживања, проучавања и сл.; организатор – обезбеђује структуру активности али не предвиђа готове резултате, организује заједничке активности и у њима учествује равноправно са ученицима; модератор (посредник, водитељ) – пружа флексибилну структуру рада у којој има довољно простора за дискусију, размену мишљења, прављење забелешки заједно са ученицима, подстиче и ученике са мањим знањима и могућностима; чувар (информација, идеја ученика и сл.)
Електронско учење представља значајну подршку наставницима у реализацији наставних садржаја у разредној настави. Захваљујући све присутнијим бесплатним сервисима на Интернету наставник може релативно брзо да припреми и организује наставне садржаје. све више су доступни модели елетронског учења који се могу примењивати у млађим разредима основне школе у себи садрже: текст, фотографије, филмове, аудио записе, презентације, електронске провере, едукативне игрице и квизове, интерактивне софтвере и сл.